# Класс co-NP
В теории алгоритмов часто рассматривается класс, тесно связанный с P и NP, — класс дополнений языков из NP, называемый co-NP.

## Формальное определение
Класс сложности co-NP определяется для множества языков, то есть множеств слов над конечным алфавитом {\displaystyle \Sigma }. Язык {\displaystyle L\subseteq \Sigma ^{*}} принадлежит классу co-NP, если существует детерминированная машина Тьюринга M и некоторый полином p такие, что {\displaystyle L=\{x\in \Sigma ^{*}:\forall y,|y|<p(|x|)M(x,y)=0\}}.